# ダニエル・マゴン
ダニエル・マゴン （ヘブライ語:דניאל מגון、英語:Daniel Magon, 1988年3月15日 - ）は、イスラエルの俳優、声優である。兄は同じく俳優、声優のヨナタン・マゴン。

## 人物
1997年に兄のダニエルと共に子役としてデビューし、幼児向け番組で一躍有名になる。

## 特色
声優活動において、カードキャプターさくらやポケットモンスターなどのアニメの主人公などを演じている。

## おもな出演作品

### 映画
- 『折れた翼（ヘブライ語版）』

### テレビ番組
- 『ホップ!チャンネル（英語版）』

### アニメ
- 『ポケットモンスター』- サトシ
- 『カードキャプターさくら』- 李小狼
- 『デジモンアドベンチャー02』- 火田 伊織
- 『デジモンクロスウォーズ』- 工藤 タイキ、モニタモン
- 『デジモンセイバーズ』- トーマ・H・ノルシュタイン、ブロッソモン
- 『101匹わんちゃん』- ラッキー
- 『アドベンチャー・タイム』- ビーモ
- 『怪奇ゾーン グラビティフォールズ』- ディッパー